# Lonneke Slöetjes
Lonneke Slöetjes (uitspr.: [ˈslutjəs]; Varsseveld, 15 november 1990) is een Nederlands voormalig volleybalster, die op de posities diagonaal en buiten/aanname speelde. 
Met de clubs Longa'59 en Heutink Pollux behaalde ze driemaal de tweede plaats in de A-League. In deze competitie behaalde ze in 2008 tevens de prijs 'Beste talent'. In 2010 en 2011 werd zij uitgeroepen tot beste aanvalster en in 2011 tevens als MVP van de Eredivisie (A-Leaugue).
Bij het Nederlands volleybalteam voor junioren haalde ze een vijfde plaats op het Europees kampioenschap en een zesde plaats op het wereldkampioenschap. 
Vanaf 2008 speelde Slöetjes in de Duitse en Italiaanse competities. In 2015 werd zij uitgeroepen tot beste diagonaal en MVP (nuttigste speler) van de Bundesliga. Na de competitie 2014/2015 maakte ze de overstap naar de Turkse competitie bij het team van Vakifbank SK uit Istanboel. Bij Vakifbank won zij vele team en persoonlijke prijzen waaronder beste diagonaal Turkse Liga (2016), beste diagonaal Champions League (2017) en beste aanvalster World Club Championship (2017)
Ze kreeg daar te maken met de temperamentvolle coach Giovanni Guidetti, die in dat jaar tegelijk werd aangesteld tot coach van het Nederlandse vrouwenteam in de aanloop naar de Olympische Zomerspelen 2016 in Brazilië. Ook na Guidetti's onverhoedse en pijnlijke vertrek in 2017 naar het Turkse nationale vrouwenteam wegens privéredenen, continueerde Slöetjes in clubverband de samenwerking met hem op het hoge niveau, waarop Vakifbank SV opereert.
Van 2008 tot 2020 speelde ze voor het Nederlands volleybalteam bij de senioren, waarmee ze op de EK's in 2015 en 2017 het zilver behaalde. Tevens werd Sloëtjes hier verkozen tot beste diagonaal van het toernooi. 
In 2016 deed ze mee aan de Olympische Spelen in Rio de Janeiro, hier haalde ze met het Nederlands team de vierde plaats, nadat ze de troostfinale voor het brons tegen het Amerikaanse team verloor met 3–1 in sets. Ook hier werd Sloëtjes verkozen tot beste diagonaal.
In oktober 2018 revancheerde het Nederlandse team zich – onder aanvoering van Slöetjes – met 3–2 op de Verenigde Staten tijdens de kwartfinale van het WK in Japan. Het was de eerste maal ooit dat een Nederlandse vrouwenploeg het Amerikaanse team in een hoofdtoernooi wist te kloppen.
Na vijf jaar bij de Turkse vereniging Vakifbank te hebben gespeeld maakte Slöetjes in 2019 een transfer naar de Italiaanse Serie A bij Scandicci. Het seizoen 2018/2019 verliep zowel voor sterspeelster Slöetjes als het nationale team moeizaam: twee kansen om zich in internationale wedstrijden rechtstreeks te plaatsen voor de Olympische Spelen van 2020 werden gemist.
In mei 2020 besloot Slöetjes voorlopig tot januari 2021 te stoppen met volleybal in februari 2021 heeft ze definitief een punt achter haar volleybalcariere gezet.
In de verkiezing van volleybalkrant in 2020 is Sloëtjes verkozen tot beste Nederlandse volleybalster aller tijden.

## Clubs
| Jaar      | Club                         | Prestaties |
| --------- | ---------------------------- | --- |
| –2006     | VCV Varsseveld               | |
| 2006–2009 | Longa'59                     | Nederlands kampioenschap (2007) · Nederlandse beker (2007) · 4e plaats Europese Top Teams Cup (2007) |
| 2009–2011 | Heutink Pollux               | Nederlands kampioenschap (2010) · Nederlands kampioenschap (2011) |
| 2011–2013 | USC Münster                  | Duits kampioenschap (2012) |
| 2013–2014 | Unendo Yamamay Busto Arsizio | Italië Serie A1 (2014) |
| 2014–2015 | Schweriner SC                | Duits kampioenschap (2015) |
| 2015–2019 | Vakifbank                    | Turks kampioenschap (2016) (2018) (2019) · Champions league (2017) (2018) · Champions League (2016) · World Club Championship (2018) (2019) · Turkish Super Cup (2018) · Turkish Super Cup (2016)(2019) · Turkish Cup (2018) · Turkish Cup (2017) |
| 2019–2020 | Pallavolo Scandicci          | |

## Nederlands team
| Jaar      | Team                                | Prestaties |
| --------- | ----------------------------------- | --- |
| 2006–2009 | Nederlands volleybalteam (junioren) | 5e plaats Europees kampioenschap junioren (2007) 6e plaats Wereldkampioenschap junioren (2009)                          |
| 2008–2020 | Nederlands volleybalteam            | 2e plaats Europees Kampioenschap (2015) (2017) 4e plaats Olympische spelen (2016) 4e plaats Wereld Kampioenschap (2018) |